# Santa Eulalia (moda)
Santa Eulalia es una tienda de moda de lujo para hombre y mujer, ubicada en Barcelona. Fundada por Josep Taberner en 1843. La tienda ofrece moda y complementos de los más importantes diseñadores internacionales. Además, cuenta con una sastrería y camisería a medida para hombre y un bistró.
En la actualidad, Santa Eulalia pertenece a la familia Sans y está dirigida por Luis Sans y Sandra Domínguez.

## Historia

### La era Taberner
En 1843 Josep Taberner fundó Santa Eulalia junto a su hijo, Salvador Taberner. Instalaron la tienda – por aquel entonces de artículos textiles – en la calle de la Boquería. En un primer momento Santa Eulalia estaba localizada en el número 15 de la calle. Posteriormente pasaron al número 23 y finalmente hasta el número 1. 
En esta última localización (calle Boquería esquina con Pla de la Boquería) se encontraba el antiguo portal donde Santa Eulalia había sufrido su martirio durante la época romana. Por ese motivo, a final del siglo XIX la tienda se empieza a denominar Almacenes Santa Eulalia. A principios del siglo XX, el arquitecto modernista Pedro Falqués supervisa la obra del nuevo edificio de los almacenes. El edificio inaugurado en 1901 seguía la estética modernista de la época y contaba con una imagen de la santa en la parte superior.

### La entrada de la familia Sans: Principios de siglo
En 1908 Domingo Taberner (nieto del fundador de Santa Eulalia) se asocia con Lorenzo Sans Vidal, un empresario barcelonés que ya tenía un negocio textil en la misma calle Boquería llamado Las Columnas. Tras el fallecimiento sin descendencia de Taberner, la viuda vende toda su participación a la familia Sans. 

### Segunda generación de Sans: Primera mitad delsigloXX
Tras la muerte en 1917 de su padre Lorenzo, Luis Sans Marcet empieza a gestionar el negocio con la ayuda de su tío Joan Marcet (propietario de la Banca Marcet de Tarrasa)
Durante el primer cuarto de siglo XX, Santa Eulalia se colocó en la vanguardia de la moda barcelonesa y española.[cita requerida] En 1926 se celebró en la planta superior de los almacenes uno de los  primeros desfiles de moda en Barcelona. La iniciativa era fruto del conocimiento de la moda parisina y de las tendencias europeas del momento que trajo el director creativo de aquel momento Pedro Formosa(cuñado de Luis Sans Marcet).
En 27 de febrero de 1934, ante el notario de Barcelona Sr. Guillermo Alcover se constituye la razón social “Almacenes Santa Eulalia Sociedad Limitada, o Magatzems Santa Eulàlia societat limitada” con un capital social de 400.000 pesetas (2.404’05 €) suscrito y desembolsado por 
Luis Sans Marcet = 230.000 pesetas
Pedro Formosa Alomar = 40.000 pesetas
Fco Pons Pons = 60.000 pesetas
Mercedes Sans Marcet= 35.000 pesetas
Dolores Sans Marcet = 35.000 pesetas
La Sociedad fue inscrita en el Registro Mercantil de Barcelona en fecha 5 de abril de 1934, causando la inscripción 1ª en el folio 132 del volumen 289 del archivo, hoja número 18.630 (Actualmente hoja número B-18.115).
A partir de ese momento, cartelistas renombrado como José Luis Rey o Henry Ballesteros diseñaron la cartelería de Santa Eulalia – acorde con las corrientes artísticas de la época.
En 1936, el consejero de la Generalidad Josep Tarradellas decretó la colectivización de empresas catalanas. Santa Eulalia fue una de ellas y pasó a dedicarse a la fabricación de uniformes militares.
Acabada la guerra y recuperada la propiedad de la empresa, en los años 40 Santa Eulalia traslada parte de su negocio al edificio de Paseo de Gracia, 60. En primera instancia se derivan los departamentos de alta costura y venta de tejidos y complementos para señora. Más adelante, en 1944, se muda el departamento de sastrería, camisería y complementos para caballero al 93 de Paseo de Gracia y se cierran definitivamente los locales de la Boquería. 
Santa Eulalia, junto con otros grandes de la alta costura del momento, funda la Cooperativa Española de Alta Costura y participa en su primer desfile en la cúpula del Teatro Coliseo de la Ciudad Condal. 
A finales de los 40, la marca se expande a Tánger, donde abren una tienda en 1949. La tienda cierra en 1953 debido a la inestabilidad provocada por las luchas de resistencia al protectorado.

### Tercera generación de Sans: Años 50
A partir de 1951 Lorenzo Sans Roig comienza a trabajar en la empresa familiar. Durante la década de los 50 los almacenes están presentes en varios eventos: los Festivales Wagnerianos de Barcelona o la muestra internacional de Alta Costura de Venecia.
El 30 de abril de 1952 según inscripción 9ª en el Registro Mercantil de Barcelona, se transforma en Sociedad Anónima y amplía su capital a 6 millones de pesetas representado por 1200 acciones que suscriben:Luis Sans Marcet = 560 acciones serie A; Pedro Formosa Alomar = 400 acciones serie B; Fco Pons Pons = 150 acciones serie B; Mercedes Sans Marcet= 45 acciones serie A; Dolores Sans Marcet = 45 acciones serie A
Durante los años 60 se inaugura la sección de deportes náuticos (con una nueva instalación en el Puerto Balís de San Andrés de Llavaneras) de la mano de Ricardo Sans. A finales de la década, se lanza la primera colección prêt à porter (bajo la dirección creativa de Jorge Olesti)
A finales de los 80, Santa Eulalia abre una nueva tienda de moda masculina en la calle Pau Casals, en el barrio del Turó Park.

### Cuarta generación de Sans: Años 90
En 1988 toma el timón de la empresa Luis Sans, tras el repentino fallecimiento de su padre Lorenzo Sans. Los años 90 suponen un auge de la ciudad de Barcelona, con la celebración de los juegos olímpicos de Barcelona 92 (donde Joan Antoni Samaranch inaugura la celebración con un traje de Santa Eulalia)
A mediados de los años 90 se celebra el último desfile de Alta Costura y la sección de prêt à porter se traslada a la calle Ferrán Agulló. 

Diez años más tarde – en 2006 – se reinaugura en Paseo de Gracia la sección de prêt à porter femenino de Santa Eulalia. La sección cuenta con las grandes marcas internacionales de moda y está dirigida por Sandra Domínguez.

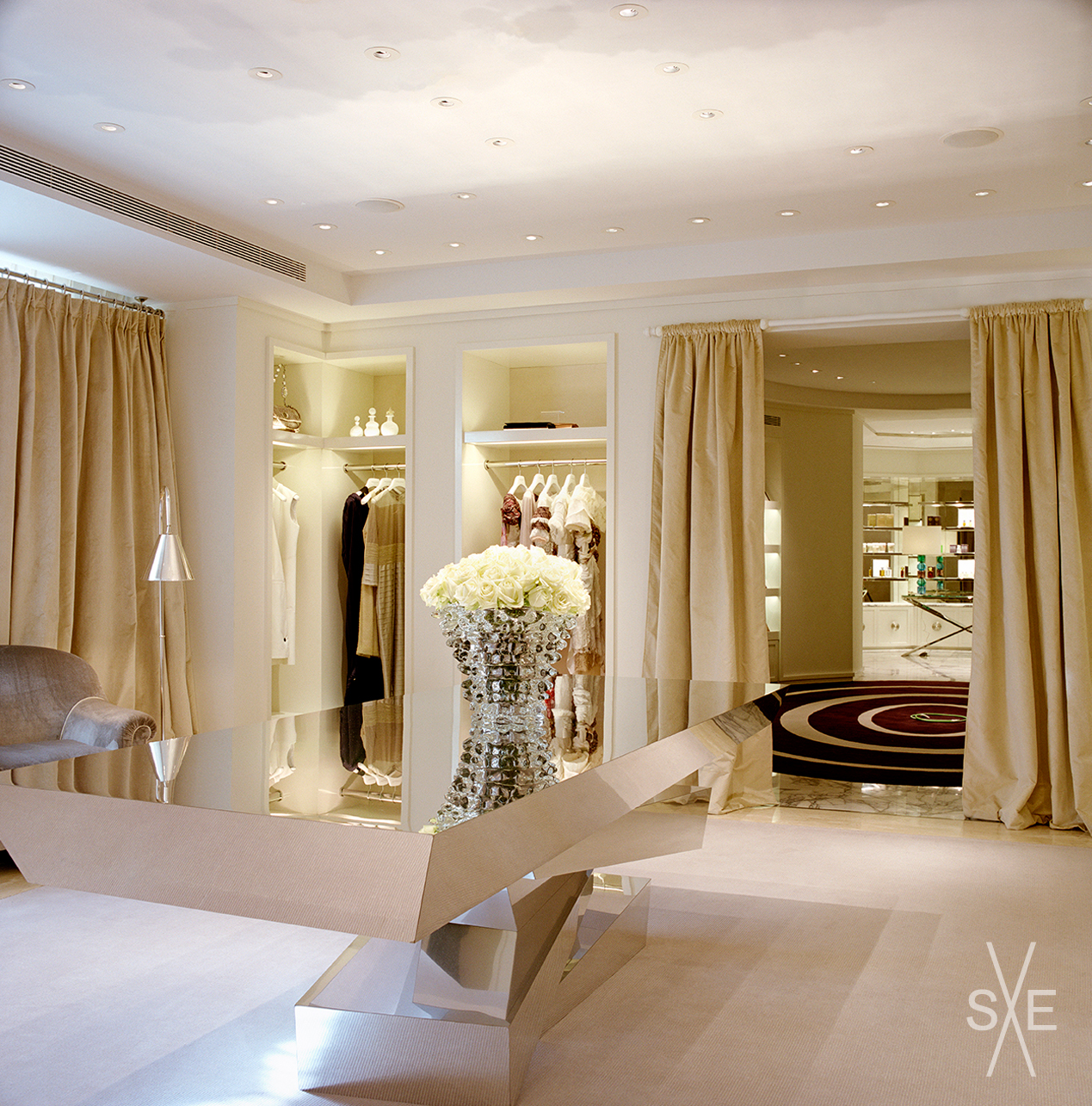
Tienda de mujer Santa Eulalia

En 2009 empieza una remodelación de la tienda actual de Paseo de Gracia 93, que culmina en 2011 con la inauguración de la sede actual de la casa. La boutique ha querido recuperar el mobiliario y algunas piezas de las sedes anteriores. 
En 2010 empieza su transformación digital, con la inauguración de su plataforma digital apadrinada por Scott Schuman – el reconocido autor de The Sartorialist, donde captura momentos de moda en la calle. Esta transformación se culmina en 2015 con el lanzamiento de su e-commerce actual.
En 2011 Santa Eulalia recibe de manos del alcalde de la ciudad la medalla de Oro de la Ciudad de Barcelona al mérito cívico. La contribución de la empresa familiar al prestigio de Barcelona también le hizo merecedora del premio de la mejor iniciativa comercial de la Generalidad de Cataluña y del Ministerio de Economía y Competitividad. 
Las publicaciones Pitti Uomo Florencia y The Business of Fashion seleccionaron a Santa Eulalia como una de las 30 mejores tiendas de masculinas del mundo.

## Sastrería a medida

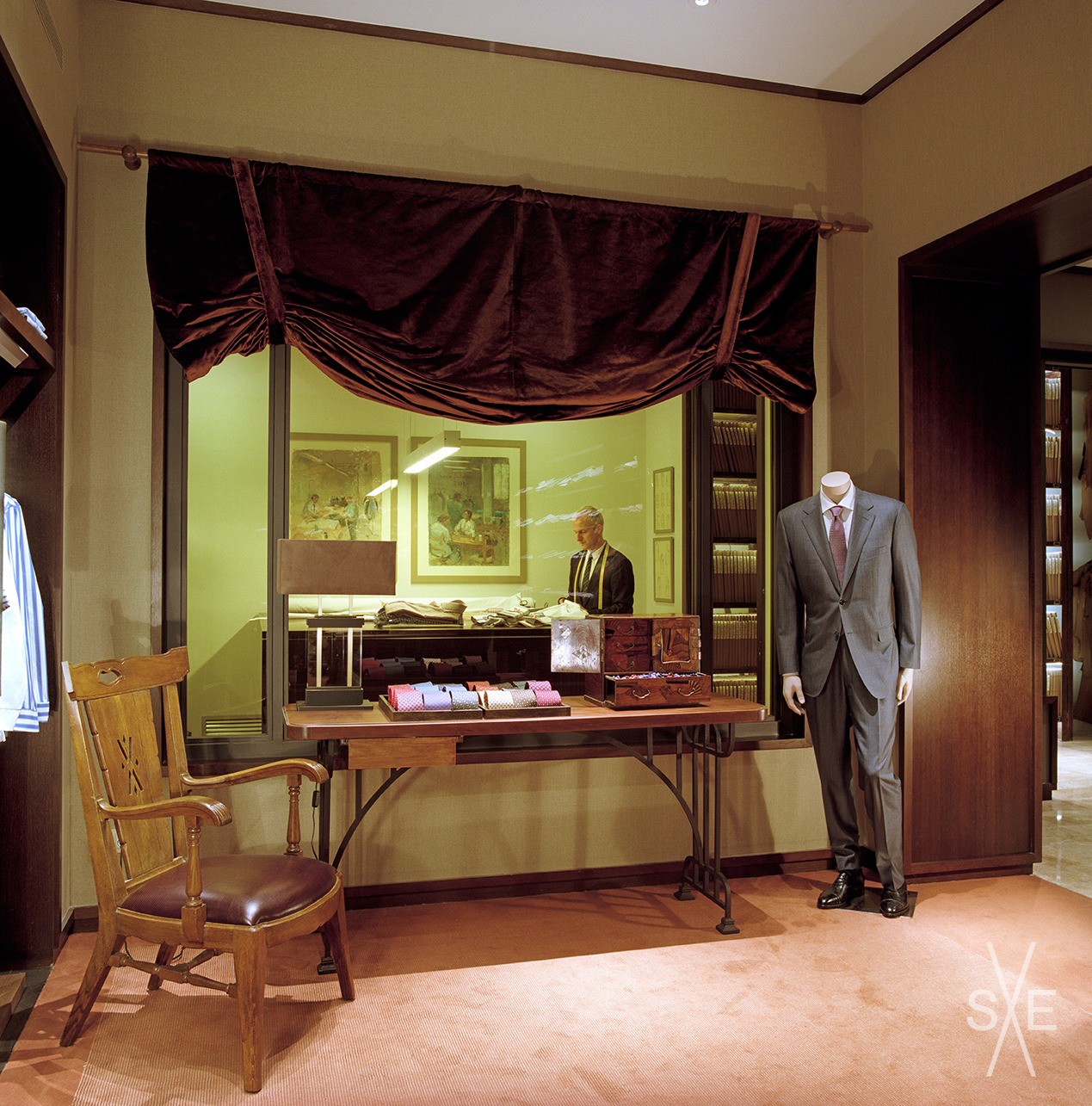
Sastrería en Santa Eulalia

Santa Eulalia cuenta con una sastrería y camisería a medida, dirigida por Ángel Córcoles. Los trajes a medida pueden llegar a necesitar hasta 50 horas de confección.